# Sasha Casiraghi
Alexandre Andrea Stefano Casiraghi (21. března 2013, Londýn), také známý pod přezdívkou Sasha, je nejstarším synem Andrea Casiraghiho a jeho manželky Tatiany Domingo, je prvním vnukem princezny Caroline Monacké a prasynovcem Alberta II. Monackého.
Má mladší sestru (India Casiraghi) a mladšího bratra (Maxmilián Casiraghi).
Sasha je na pátém místě v řadě následnictví na monacký trůn.

## Narození
Sasha Casiraghi se narodil 21. března 2013 v Portlandské nemocnici v Londýně v Anglii. Při narození byl považován za budoucího vládnoucího monackého knížete, vzhledem k tomu, že jeho prastrýc, současný monacký kníže Alberto II., neměl legitimní dědice. Obsadil třetí místo v řadě následnictví monackého trůnu za svou babičkou, monackou kněžnou Caroline a jeho otcem Andreou Casiraghi. To se změnilo s narozením Albertových dětí, prince Jacquese, korunního prince Monaka a princezny Gabriely, hraběnky z Carladès, v prosinci 2014.
Když se Sasha narodil, byla důležitá další otázka: jeho rodiče nebyli oddáni katolickou církví v Monaku. Situace byla vyřešena náboženským sňatkem v únoru 2014. Nicméně, v srpnu 2013 už byl pár oddán civilním obřadem v Monackém knížecím paláci.

## Křest
Pokřtěn byl 30. ledna 2014, ve věku deseti měsíců, ve švýcarské vesnici Gstaad. Ceremonie se zúčastnili přátelé a rodina jeho rodičů, včetně princezny Caroliny, Charlotte Casiraghi, Pierra Casiraghi a princezny Alexandry z Hannoveru.